# Capelleta de Sant Isidre
La Capelleta de Sant Isidre és una obra de la Ràpita (Montsià) protegida com a Bé Cultural d'Interès Local.

## Descripció
Al nivell del primer pis, la fornícula, vora el balcó, presenta un arc rebaixat amb trencaaigües de rajoles i emmarcada amb fusta. L afigura esta feta amb guix i policromada.

## Història
La imatge fou restituïda després de la guerra civil (1936-39).